# 다다촌 (이시카와현)
다다촌(直村)은 이시카와현 스즈군에 설치되었던 촌이다.